# آفتاب‌پرست بیابانی کرمانی
آفتاب‌پرست بیابانی کرمانی (نام علمی: Heliotropium aucheri subsp.carmanicum) نام یک گونه از سردهٔ آفتاب‌پرست است. سردهٔ آفتاب‌پرست در ایران ۴۷ گونهٔ علفی یک ساله و چند ساله دارد که در سراسر ایران پراکنده‌اند. آفتاب‌پرست بیابانی کرمانی یکی از ۴۷ گونهٔ موجود در ایران است.